# Shin Megami Tensei: Devil Summoner 2: Raidou Kuzunoha vs. King Abaddon
Shin Megami Tensei: Devil Summoner 2: Raidou Kuzunoha vs. King Abaddon, i Japan känt som Devil Summoner: Kuzunoha Raidou tai Abaddon-ou (デビルサマナー 葛葉ライドウ 対 アバドン王 Debiru Samanā Kuzunoha Raidō tai Abadon Ō?), och vanligen förkortat Raidou 2, är ett actionrollspel som utvecklades och gavs ut av Atlus till Playstation 2.
Det släpptes den 23 oktober 2008 i Japan och den 12 maj 2009 i Nordamerika. Den 24 juni 2014 gavs det även ut som ett nedladdningsspel till Playstation 3 via Playstation Store.
Spelet är den fjärde delen i Shin Megami Tensei: Devil Summoner-serien - som i sin tur är en del av den större serien Megami Tensei - och den andra delen med Raidou Kuzunoha XIV som huvudperson.

## Gameplay
Se även: Gameplay i Devil Summoner: Raidou Kuzunoha vs. The Soulless Army
Spelet är ett actionrollspel i vilket spelaren ikläder sig rollen som detektiven och demonframbesvärjaren Raidou Kuzunoha XIV, och både slåss mot demoner och löser brottsfall.